# Ынтымак (Кызыл-Октябрьский аильный округ)
Ынтымак (кирг. Ынтымак) — село в Узгенском районе Ошской области Кыргызстана. Входит в состав Кызыл-Октябрьского аильного округа. Код СОАТЕ — 41706  255 844 10 0

## Население
По данным переписи 2023 года, в селе проживало 1 112 человек.